# Casa de los Gatos

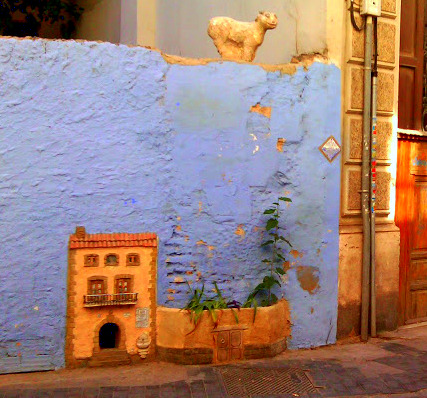
Casa de los Gatos en el barrio del Carmen, Valencia

La Casa de los Gatos o la Gatera del barrio del Carmen, es una curiosa casa en miniatura que sirve de vivienda a los gatos del popular barrio del Carmen del centro histórico de la ciudad de Valencia, colonia gestionada por la asociación de ayuda felina El Sindigato.
Los gatos fueron llevados a otra zona cercana mucho más segura pero la popular entrada se mantiene para disfrute de todos. Su autor es el artesano y escultor Alfonso Yuste Navarro, que en el año 2003 esculpió la fachada de esta casita, aunque los felinos a los que hace referencia en la obra ocupaban este lugar desde el año 1094.

## Detalles de la obra

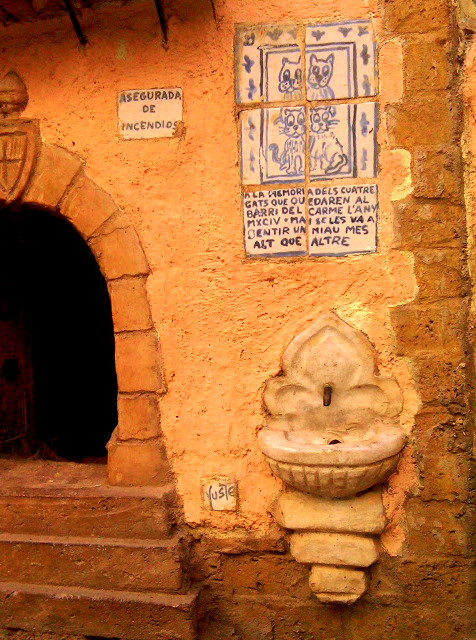
Fuente de la Casa de los Gatos

La escultura está compuesta por una fachada de tres alturas junto con una jardinera, que produce el efecto visual de un balcón o patio. La obra esta totalmente detallada: la puerta con su escudo heráldico, las ventanas (una de ellas muestra la fotografía de Charles Chaplin), las escaleras, la fuente, el tejado, un panel de "asegurada de incendios".. pero lo que más llama la atención es la inscripción situada en la parte superior de la fuente.
La puerta de entrada de esta casita es practicable, y por su hueco entran y salen cómodamente los gatos que al parecer viven en el solar adyacente. Esta pequeña obra de arte no es, pues, otra cosa que una gatera de lujo para los felinos de la barriada.

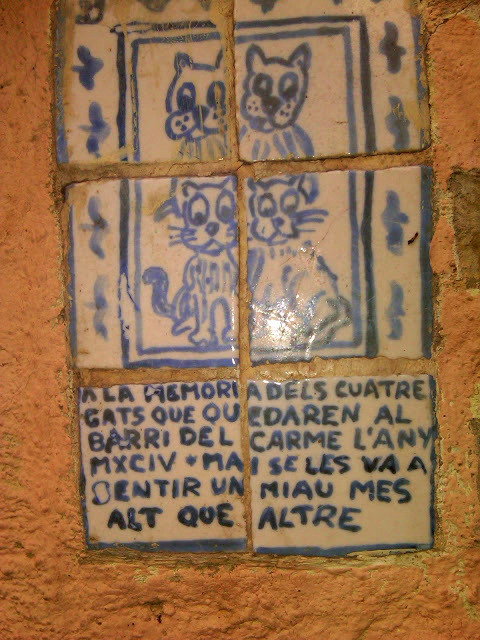
Inscripción del homenaje de Alfonso Yuste

## Historia
Se conoce que el escultor Alfonso Yuste Navarro, realizó esta escultura en el año 2003 homenajeando a "los cuatro gatos", tal y como reproduce la inscripción.
Esta inscripción hace referencia a una leyenda sobre “los cuatro gatos”, dado que en el año 1094, época del Cid Campeador, los cristianos tenían la creencia de que el gato era un animal del otro mundo, diabólico, así como también portador de mala suerte. 
Una de las misivas del Cid fue la de ejecutar la desaparición de todos los gatos de la Valencia de aquella época (Balansiya), tras la conquista de la Taifa ese mismo año. Así pues, se dice, que quedaron cuatro gatos de aquel suceso.

## Localización
Concretamente esta morada felina se encuentra en el número 9 de la calle del Museo, que conecta la plaza del Carmen con la calle de Salvador Giner, a la altura de la antigua plaza de Na Jordana. Se encuentra muy cercana a la entrada al Centre del Carme Cultura Contemporánea (CCCC).